# DY Андромеды
DY Андромеды (лат. DY Andromedae) — одиночная переменная звезда в созвездии Андромеды на расстоянии приблизительно 9556 световых лет (около 2930 парсеков) от Солнца. Видимая звёздная величина звезды — от +13,57m до +12,73m.

## Характеристики
DY Андромеды — жёлтая пульсирующая переменная звезда типа RR Лиры (RRAB) спектрального класса G. Эффективная температура — около 5632 K.